# Professeur Shtokman
 (juillet 2019).
Le Professeur Shtokman est un navire océanographique russe construit sur le projet "430" en 1978. Nommé en l'honneur de l'océanographe soviétique Vladimir  Shtokman (en), il appartient à la Shirshov Institute of Oceanologyv (en).